# Александр (Чекановский)
Александр (в миру Алексей Иванович Чекановский; 21 декабря 1881 — 10 декабря 1937) — деятель обновленчества, до 1922 года — епископ Русской православной церкви, епископ Бердичевский, викарий Киевской епархии.

## Биография
Родился 21 декабря 1881 г. в Воронежской губернии в семье священника Иоанна Чекановского. Учился в Воронежской ДС (1901).
В 1905 году окончил Киевскую Духовную Академию со степенью кандидата богословия и с правом получения степени магистра без новых устных испытаний и оставлен профессорским стипендиатом.
С 1906 года преподавал в Самарской Духовной семинарии.
В 1911 году за сочинение «К уяснению учения о самоуничижении Господа нашего Иисуса Христа» (Изложение и критический разбор кенотических теорий о Лице Иисуса Христа) удостоен звания магистра богословия. С 1912 год — доцент.
В 1913 году рукоположён во пресвитера и определён экстраординарным профессором Киевской Духовной Академии.
В 1921 году пострижен в монашество и возведён в сан архимандрита.
В 1921 году в Киеве хиротонисан во епископа Бердичевского, викария Киевской епархии. Хиротонию возглавил митрополит Киевский Михаил (Ермаков).
По данным М. Е. Губонина, в 1921—1922 годы был епископом Уманским, викарием Киевской епархии, что не подтверждается другими источниками.
11 сентября 1922 года уклоняется в обновленческий раскол с титулом епископа Бердичевского и Уманского, став членом «Всеукраинского Высшего Церковного Управления».
С 1921 по 1924 годы епископ Александр проживает в Бердичеве при Николаевской церкви, которая стала для него кафедральным собором. За это время многие приходы в округе переводят за ним в обновленчество.
В 1924 году он уже архиепископ, викарий Киевской обновленческой митрополии.
В январе 1925 года становится членом Всеукраинского Обновленческого Синода.
После избрания архиепископа Александра в 1928 году митрополитом Киевским и Галицким он возглавил обновленческий раскол на Украине как «Первоиерарх Украины». Теперь его кафедральным собором становится Притисско-Николаевская церковь в Киеве.
Был преподавателем Высшей Богословской Украинской школы в Киеве в годы устроения обновленческой церкви на Украине.
1 декабря 1937 года был арестован.
В конце 1937 года был арестован по обвинению в участии контрреволюционной организации и контрреволюционной агитации. Приговорён к высшей мере наказания. 10 декабря 1937 года расстрелян, находясь вне общения с Церковью.
14 декабря 1937 года уволен обновленцами за штат.

## Сочинения
- «Степень неизменности догмата». Киев, 1913.
- «К уяснению учения о самоуничижении Господа нашего Иисуса Христа»: (Изложение и критический разбор кенотических теорий о Лице Иисуса Христа). Киев, 1910.
- «Искупительный подвиг Христа Спасителя с точки зрения церковного учения о Лице Его». Киев, 1913.
- «О церковной дисциплине». «Церк. Обновл.» 1925, № 9, с. 75.

Кроме этих трудов, вышедших отдельными изданиями, его сочинения помещались в «Трудах Киевской Духовной Академии» и других богословских журналах.